# Levande Böcker
Levande Böcker var ett svenskt datorspelsföretag. Företaget har bland annat publicerat ett flertal lek och lärspel.

## Historik
Levande Böcker grundades 1993 av Jonas Ryberg och Pelle Tornell. Företagets första spel, Äventyret Människan, gavs ut hösten 1994. Det var en svensk bearbetning av ett spel utvecklat av amerikanska Knowledge Adventure. Även Levande Böckers nästa spel, Äventyr bland småkryp och Den magiska biografen, hade utvecklats av Knowledge Adventure.
År 1995 bildade Levande Böcker ett gemensamt bolag med Rabén & Sjögren för utgivande av nytt svenskt material. Den första produkten från detta samarbete, Krakel Spektakels ABC, kom under hösten 1995.
Hösten 1997 köptes IQ Media av Levande Böcker. IQ var en renodlad distributör och förläggare som bland annat hade rättigheterna till spelet Backpacker.
Ryberg och Tornell utvecklade över tid Levande Böcker-gruppen till en koncern som fick namnet Enlight Interactive och presenterades i februari 1999. Ambitionen var att börsnotera företaget. Enlight Interactive noterades på O-listan den 12 oktober 1999.
I juni 1999 köptes den mindre konkurrenten Snille Publishing. Snille hade bildats år 1998 ur Telia Infomedia Interactives CD-ROM-utgivning.
I augusti 2000 meddelades det att IQ Media skulle slås ihop med KF Medias Pan Interactive. Den 15 maj 2001 meddelades det vidare att hela ägandet i Pan Interactive och Levande Böcker skulle föras över till KF. Senare under år 2001 köpte KF även Vision Park varefter företagen slogs ihop för att bilda Pan Vision under hösten. Levande Böcker överlevde som varumärke några år därefter.

## Spel i urval
- spelen i Mulle Meck-serien.
- spelen i Krakels ABC-serien.
- spelen i Lek & Lär-serien.
- spelen i Svea Rike-serien.
- spelen i Ett-tu-tre-serien.
- spelen i Matteraketen-serien.
- 3D-Äventyret Människan[14][15]
- Casper[16][17]
- Den fantastiska kroppen[18][19]
- Den magiska biografen[20]
- Djuphavsjakten[21][22]
- Fantastiska djur[23]
- Freddi Fisk
- Fixat!
- Inget knussel, sa Emil i Lönneberga[24]
- Gilbert och den kemystiska ön
- Kannan
- Levande Böckers Uppslagsverk för barn
- Mitt första kunskapsäventyr
- Pyramiden - Gåtan vid Nilens strand[25]
- Rymdjakten[26]
- SimPark[27]
- SimSafari[28]
- SimStad[29]
- Sverigejakten[30]
- Sveriges Historia
- Tillbaka till historien
- Uppfinnarverkstan[31]
- Äventyr bland Dinosaurier[32][33]
- Äventyr bland Småkryp[34]
- Äventyret Flyget[35]
- Äventyret Havet[36]